# Faramea occidentalis
Faramea occidentalis là một loài thực vật có hoa trong họ Thiến thảo. Loài này được (L.) A.Rich. mô tả khoa học đầu tiên năm 1830.